# Giovanni Porta
Giovanni Porta, italijanski operni skladatelj, * 1675, Benetke, † 21. junij 1755, München.
Porta je bil eden vodilnih skladateljev v Benetkah v tistem času. Deloval je po celotni Italiji, Angliji in Nemčiji, kjer je živel zadnjih 18 let.